# 게오르크 데르팅거

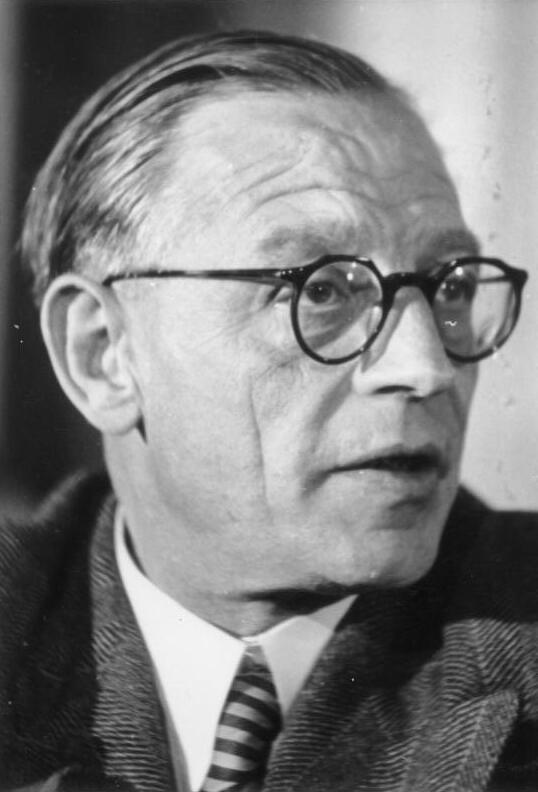
게오르크 데르팅거

게오르크 데르팅거(독일어: Georg Dertinger, 1902년 12월 25일 ~ 1968년 1월 21일)은 동독의 정치인이다.
베를린의 중류 개신교 집안에서 태어나, 간단히 법학과 경제학을 공부하였다. 공부를 마치고 저널리스트가 되었으며, 이후에는 마그데부르크 민중신문과 국민주의적 신문 슈탈헬름의 편집자로 활약하였다. 슈탈헬름의 엄격한 우파 철학의 이유로 빠져나가고 말았다. 데르팅거는 우파 국민주의당인 독일국가인민당에 동정하였다.
후에 프란츠 폰 파펜 재상의 정치적 동아리의 단원이 되었다. 그는 히틀러가 재상이 되면서, 독일과 교황청 간의 협약을 맺기위하여 저널리스트로서 파펜을 로마로 수행하였다.
1934년에 베를린으로 돌아와 외국 신문들에게 뉴스를 제공하는 뉴스 중개업 딘스트 아우스 도이칠란트의 발행인이 되었다.
제2차 세계대전이 끝나자, 독일의 소련군 점령지에서 기독교 민주연합을 공동 설립하였다. 1946년부터 1949년까지 동독의 기민련 서기장을 지내다가 당의 부의장이 되어 1953년까지 있었다. 그는 통일사회당과 함께 협력의 공식 경향을 후원하였고, 1947년 12월에 축출당한 더욱 독립적인 마음의 당의장 야코프 카이저를 반대하였다.
데르팅거는 독일 민주 공화국의 문화 협회에 가입하여 그 감독 의회의 회원이 되었다.
1949년 10월 11일 그는 오토 그로테볼 내각에서 동독의 1대 외무장관이 되었으며, 1950년 폴란드와 함께 동독과 폴란드 인민 공화국의 경계를 정했던 오데르-나이세 조약을 맺었다.
1953년 1월 15일 체포되어 이듬해 스파이 활동으로 인한 재판을 받았다. 유죄판결을 받고 15년간의 강제노동을 선고받았다. 1964년에 사면되었고, 사망 전에 로마 가톨릭교회 성 베노의 출판부에서 일하였다.
| (외무국가장관) 요한 루트비히 그라프 슈베린 폰 크로지크 | 제1대 독일민주공화국 외무장관 1949년 10월 11일 - 1953년 1월 15일 | 후임 안톤 아커만 |